# Тръстика (област Търговище)
 Тази статия е за българското село.  За други значения вижте Тръстика.  
Тръстѝка е село в Североизточна България. То се намира в община Попово, област Търговище.

## География
Селото е от полупланински тип и се намира на около 21 км североизточно от град Попово и на около 18 км югозападно от град Разград, на 300 – 500 м надморска височина. Землището му граничи със землищата на селата Благоево, Островче, Миладиновци, Еленово и Ломци. Асфалтирани шосета водят до градовете Разград и Попово и до селата Еленово, Кардам и Благоево. Черни пътища го свързват със селата Ломци, Миладиновци и Островче. В Търговищка област селото е от 1959 г. Към Поповска община то е включено през 1987 г., а преди това е било съставна част от Разградска околия. Около него има много мочурливи места, а в северната му част тече малката рекичка – „Ряката“, приток на река Малки Лом.
Състои се от следите четири махали: Горната махала, Гюргевската махала, Конаклийската махала и Фазла махала.

## История
За пръв път името на селото, макар и като мезра (разорено, изоставено село) се среща в османо-турски документи от 1524 г. От данъчен регистър от 1555 г. става ясно, че селото по това време вече е било възстановено и животът в него продължил и до днес. Преди 1877 г. селото на два пъти било нападано от чумна епидемия и на два пъти жителите му били принудени да го местят, за да се спасят от неизличимата тогава болест. Било е в местностите Каяджика и Ада йолу. При последното изместване жителите му се заселили в местността Фазла, където се намира селото и до днес.
Селото имало около 150 турски и 30 български къщи. Отначало някои българи са идвали в село Сазлъ (тръстика), както то се е наричало, като ратаи и занаятчии при турците от различни населени места, а впоследствие част от тях оставали и се заселвали. Имало дошли българи и от селищата на Стара планина. Името си селото получило поради многото тръстика, растяща в ливадите около него. В центъра на Сазлъ живеел богат турчин, притежател на голямо поземлено владение в района (зиамет), който владеел ливадите наоколо и много други местности.
Има запазени и до днес документи от 60-те год на 19 век за насилствено помохамеданчване на българи от селото.
По време на Освободителната война турците спасили своите съселяни от български произход, като тайно ги извели от селото на Канарата. От там те избягали към село Благоево и стигнали до днешното село Орловец, където дочакали края на сраженията и на войната в техния край. След Освобождението много от турците се изселили в Турция, а новите български заселници дошли от селата Никюп, Търновско, Конак и Паламарца, Поповско, Благоево (бившето Батемберг), Разградско, и други съседни села. Старата джамия е била изоставена след освобождението.
През 1898 г. в селото имало 85 български и 106 турски къщи.
Във войните за национално обединение (1912 – 1918 г.) селото дава 36 загинали по фронтовете войници, а във Втората световна война – двама загинали. Имената на загиналите са изписани върху паметна плоча, поставена на сградата на кметството.
През 1934 г. селото било преименувано на Тръстика, чрез буквален превод на старото турско име.
През 1937 г. била построена новата селска църква „Свети Димитър“, поради лошото състояние и невъзможността успешно да се ремонтира старата.
Старите български родове на селото са били: Гайдарджиовите, Ганьоолте, Дядовите Рачкови, Пенчоолте, Стаматоолте, Терзоолте, Хаджи Петровите и др.
Днес в село Тръстика живеят българи, турци и роми.

## Религии
- Християнска (източноправославна);
- Мюсюлманска;

## Обществени институции
- Кметство;
- Църква;
- Народно читалище „Просвета“;
- Целодневна детска градина;
- Дом за възрастни хора с умствени увреждания (преместен през 2008 г. в село Медовина);

## Културни и природни забележителности
- В землището на селото и до днес се намират следите на древните му обитатели: неолитно селище, селище от медно-каменната епоха, антични и средновековни селища и могилни некрополи;
- В местностите Сакарджата и Сиври баир е имало окопи от Руско-турската война от 1877 – 1878 г., сега заличени;
- Църковен храм „Свети Великомъченик Димитър“ от 1937 г.;

## Редовни събития
Няма.